# Scuola estiva
La scuola estiva (in lingua inglese summer school) è una scuola, o in generale un programma sponsorizzato da un istituto, un'accademia, ma più generalmente un'università o un college, che svolge corsi dentro e all'aperto durante le vacanze estive, in particolare nei mesi estivi.
I corsi dentro, includono normalmente i corsi di lingua, ma possono proporre attività più o meno ludiche, artistiche o specialistiche.
Le attività all'aperto, spaziano e variano a seconda di quanto il territorio può offrire, dal trekking, al kayak, alle attività di team building (costruzione del gruppo), alle ultime novità di sport cittadini e di giochi urbani.
Nel mondo accademico il termine può riferirsi anche ad un tipo di conferenza, in genere aperta a tutti, presentando e trattando argomenti specialistici, a carattere sociale, socioeconomico, tecnico-scientifici e negli ultimi tempi anche politico o geo-politico. Questo tipo di scuola estiva è spesso organizzato a livello nazionale o internazionale, quindi in lingua inglese. Inoltre, i college, le scuole o le università a volte offrono un programma estivo per insegnanti o operatori professionali che desiderano implementare i loro curriculum partecipando anche a dei workshop.
A volte la scuola non è solamente estiva, ma può anche svolgersi durante le altre stagioni dell'anno: primavera, autunno ed inverno, quindi spring, autumn e winter school.